# Трассовый моделизм

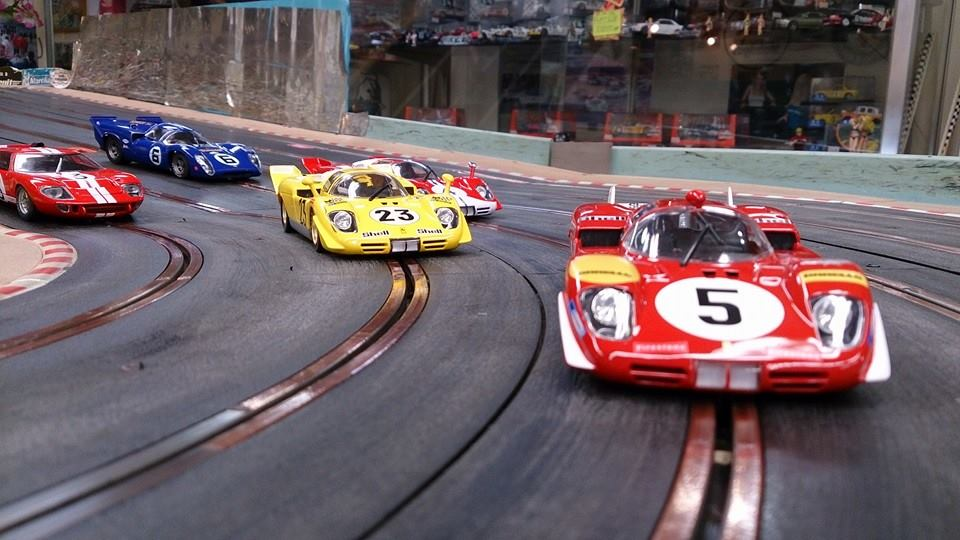
Трассовый моделизм. Прохождение моделями виража

Трассовый моделизм (также трассовые гонки или слот-гонки) —хобби, развлечение которое заключается в прохождении моделью максимальной дистанции за определенное отведённое время по специальной трассе. Гонки в трассовом моделизме могут проводиться как развлечение на мини-трассах дома или в торговых центрах, парках аттракционов, и как серьезные чемпионаты, вплоть до чемпионата мира. Модели являются обычно копией реально существующих гоночных автомобилей, выполненных в определенных масштабах. Управление моделями осуществляется специальными пультами, через замыкание цепи подачи напряжения на токопроводящую дорожку трассы.

## История

### США и Европа
Трассовый моделизм появился в Европе и Америке в 1950-е годы. Сначала трассовый моделизм были просто развлечением, но потом начали проводиться соревнование на время. Так и зародился такой технический вид спорта, как трассовый моделизм. В 1960-х годах трассовый моделизм был чрезвычайно популярным в США. Продажи комплектующих и моделей совершались на 500 млн долларов в год, действовали 3000 курсов по всему США. Однако со временем интерес к трассовому моделизму постепенно угасал из-за появления гонок радиоуправляемых моделей, и лишь в начале 1990-х годов его популярность снова начала возрождаться.
16 августа 2009 года в рамках серии программ BBC «Истории игрушек» Джеймса Мэя была выстроена трасса, проследовавшая по пути первого в мире автогоночного трека, построенного в Уэйбридже в 1907 году. Модельная трасса Джеймса Мэя длиной 4,752 километра стала самой длинной в своём классе и была занесена в книгу рекордов Гиннесса.-

### СССР и СНГ
В СССР трассовый моделизм пришёл из ЧССР в 1967 году не только в качестве развлечения, но и спорта и технического творчества. Первое упоминание в печатных изданиях СССР - Автомодели с внешним питанием (АВП) - журнал Моделист-конструктор №5, 1968. Секции трассового моделизма начали появляться в кружках юных техников, при дворцах пионеров. Первые трассы были построены в городах Рига, Кустанай и Воркута. Всесоюзные соревнования начали проводиться с начала 1970-х годов, а кубок СССР среди юношей — с 1985 года. Впоследствии стали проводиться чемпионаты России и Украины.

## Устройство гоночной модели, трассы и пульта управления

### Устройство модели
Независимо от типа слот-трассы, будь это игрушечная, развлекательная или профессиональная, все модели имеют принципиально одинаковое устройство. Модель может быть как готовой покупной, так и самодельной. Материал для изготовления используется также разный — пластмасса, металл, текстолит. Модель состоит из рамы и кузова. На раме размещаются:
- электродвигатель постоянного тока с постоянными магнитами, предназначенный для приведения модели в движение;
- токосъемник, служащий для снятия напряжения от шины трассы, а также для удержания модели на «дорожке»;
- задний мост, состоящий из опор с подшипниками скольжения или качения, оси, колес и ведомой шестерни;
- зубчатая передача, очень редко ременная, служащая для передачи крутящего момента от двигателя к оси.

Кузов устанавливается на раму и служит для придания модели сходства с реальными прототипами и для лучших аэродинамических свойств модели.

### Устройство трассы
Первые трассы изготавливались из металла и покрывались резиной. Трассы делятся на две категории: разборные трассы и стационарные. Длина трассы варьируется от десятков сантиметров до нескольких километров. Однако принцип действия всех трасс одинаковый. На трассе на токопроводящие дорожки подаётся постоянное напряжение, обычно порядка 3 вольт в игрушечных трассах и 12—16 вольт в профессиональных. Источником питания служит трансформатор с выпрямителем, подключенный к сети переменного тока, или аккумулятор постоянного тока. В цепи подачи питания от источника на одну из токопроводящих дорожек выполнен разрыв. При замыкании цепи через пульт управления (в простейшем случае обычный двухпозиционный выключатель) на дорожке появляется напряжение, и модель начинает движение. При размыкании напряжение исчезает и модель останавливается.

### Разборные трассы

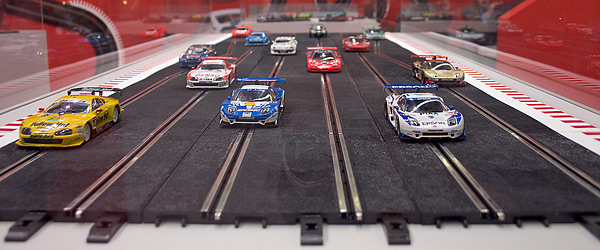
Разборная трасса

Пластмассовые разборные трассы используются в основном в игровой индустрии и индустрии развлечений. Они выполнены в виде разборно-секционной конструкции. Достоинством таких трасс является относительно небольшая стоимость и лёгкая замена секций, и, как следствие, изменение конфигурации трассы. Однако такие трассы имеют и ряд недостатков. Вследствие секционности трассы гоночная поверхность не является достаточно гладкой, что влияет на качество гонки. Также возникают падения напряжения на стыках токопроводящих дорожек, что влияет на стабильность движения моделей. Соединение секций может быть склеено, а соединение токопроводящих дорожек спаяно, однако всё равно нельзя достичь такого же качества трассы, как на хороших трассах с направляющей дорожкой.

### Стационарные трассы

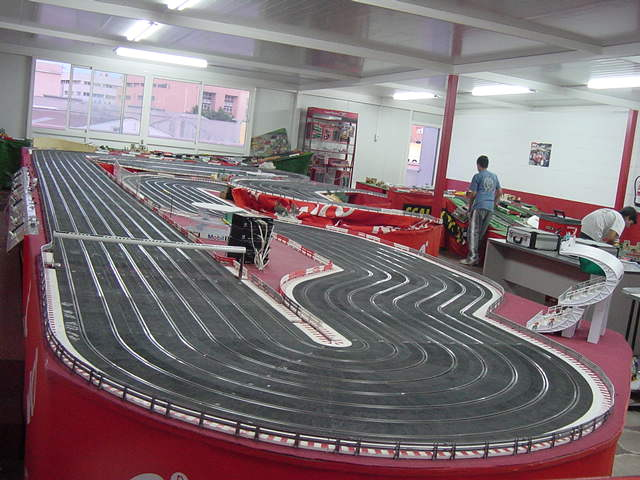
Стационарная гоночная трасса

Стационарные трассы обычно изготавливаются с листовых материалов — фанеры, ДСП, МДФ, реже полимерных материалов. Они имеют направляющий паз, сделанный непосредственно в основном материале, и длинных токопроводящих шин с минимальным количеством соединений, что позволяет добиться плавности движения модели по трассе и минимизировать падения напряжений на стыках токопровода. Развитие станков с ЧПУ позволило добиться высокой точности в изготовлении таких трасс. Такие трассы используются для проведений профессиональных соревнований. Для лучшего сцепления колёс автомобилей с трассой дорожка покрывается специальной липкой субстанцией, реже дорожка трассы покрывается абразивным материалом (например кварцевым песком).

### Комплектация трассы
Трасса комплектуется индивидуальной для каждого участника соревнований панелью с разъемами для подключения пульта управления. Также на трассе или возле трассы монтируются часы или таймер для контроля времени заезда. Возможна также комплектация трассы стартовым светофором. На каждой дорожке установлен счетчик для определения количества кругов, пройденных спортсменом. Также иногда на трассе устанавливаются различные элементы декора — модели отбойников, деревьев, различных зданий, болельщиков, трибун и т. д.

### Пульт управления

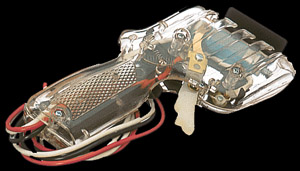
Электронный пульт управления ParmaPlus

Пульт управления служит для замыкания цепи питания токопроводящей дорожки, и, соответственно, для приведения модели в движения. В простейшим случае это обычная кнопка или выключатель. Профессиональные спортсмены используют более сложные пульты управления, с возможностью регулировать скорость движения и «жёсткость» тормоза. Пультом изменяется скорость автомобиля путём подключения дополнительных сопротивлений или модуляции напряжения, кроме того им производится торможение. Торможение происходит временным замыканием полюсов трассы через сопротивление; это преобразует двигатель мотора в генератор, и магнитные силы, которые приводили двигатель в движение, замедляют его. Сейчас в основном применяются электронные пульты управления с возможностями гибкой регулировки для его настройки под конкретную модель.

## Масштаб гоночных моделей

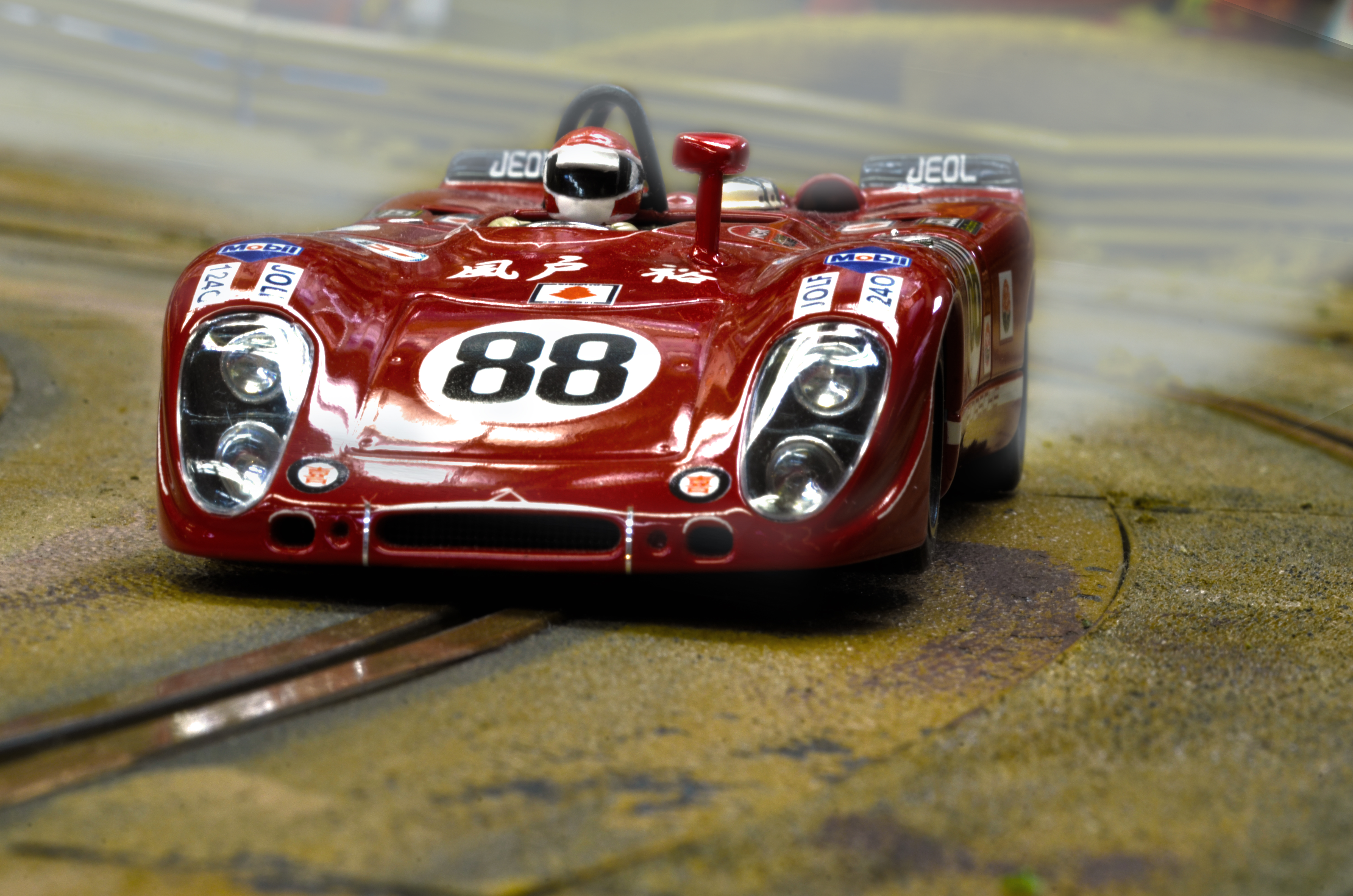
Гоночная модель Porsche (1:24) на трассе

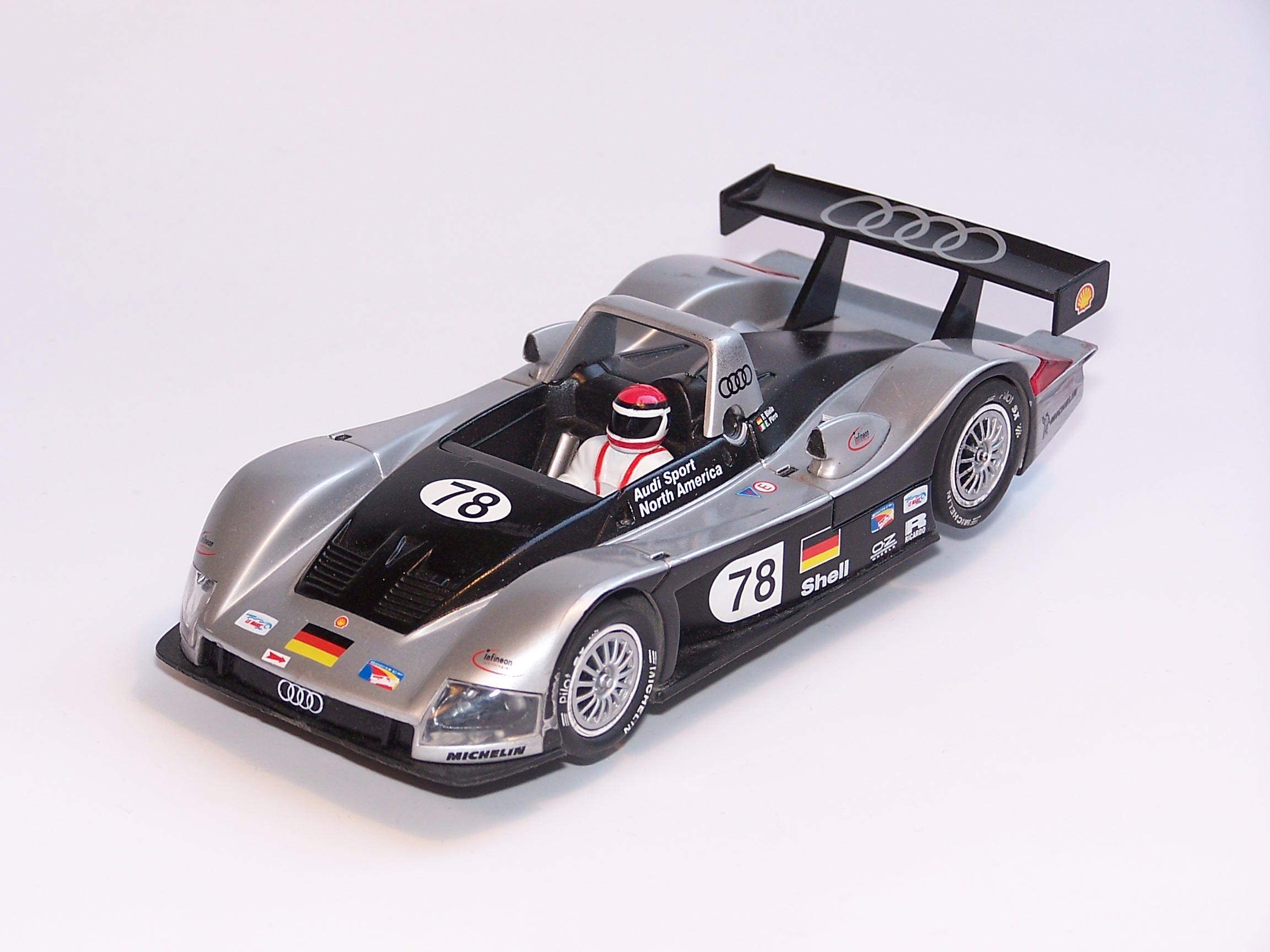
Гоночная модель Audi R8

Существуют три основных масштаба гоночных моделей:
- 1:24 (1/24) — самый крупный масштаб. Длина модели может достигать 18—20 см. В связи с относительно большими размерами модели, они в основном используются на профессиональных трассах.
- 1:32 (1/32) — длина модели достигает 13-15 см. В связи с компактными размерами моделей, они используются как домашних так и на профессиональных трассах.
- 1:64-1:87 — длина модели составляет 5,5-8 см. Используются в основном на домашних трассах.

К дополнению к основным масштабам существует также масштаб 1:43. Используется в основном в детских игрушечных трассах, хотя в последнее[какое?] время в связи с компактными размерами он начинает набирать популярность и среди спортсменов.

## Классы гоночных моделей СНГ
- F1-32 (Formula 1 – 1/32) — модель воспроизводит в масштабе 1:32 гоночный автомобиль, участвовавший в Чемпионате мира «Формула-1» в течение последних 10 лет.[8]
- F1-24 (Formula 1 – 1/24) — модель воспроизводит в масштабе 1:24 гоночный автомобиль, участвовавший в Чемпионате мира «Формула-1» в течение последних 10 лет.[8]
- ES-32 (Eurosport 1/32) — модель воспроизводит в масштабе 1:32 современные гоночные автомобили — прототипы групп LMP-1, LMP-2.[8]
- ES-24 (Eurosport 1/24) — модель воспроизводит в масштабе 1:24 современные гоночные автомобили — прототипы групп LMP-1, LMP-2.[8]
- Pr-24 (Production 1/24, G-12) — модель воспроизводит в масштабе 1:24 современные автомобили с закрытым кузовом, которые участвуют в чемпионатах по ралли, ралли-рейдам и шоссейно-кольцевым автогонкам (DTM, NASCAR и т.п.) за исключением спортпрототипов.[8]
- Pr-32 (Production 1/32, Inter-32) — модель воспроизводит в масштабе 1:32 современные спортивные автомобили с закрытым кузовом, которые участвуют в Чемпионатах по ралли, ралли-рейдам и шоссейно-кольцевым гонкам (DTM, NASCAR и т.п.) за исключением спортпрототипов.[8]
- G-15 — модель с стандартной конфигурацией рамы, кузова и двигателя.
- G-33 — модель с стандартной конфигурацией рамы, кузова и двигателя.
- «Ретро» — модель ретро автомобиля, с стандартной конфигурацией рамы, кузова и двигателя.
- «Грузовик» — модель грузового автомобиля, с стандартной конфигурацией рамы и двигателя.
- Евроспорт стандарт — модель с стандартной конфигурацией рамы и двигателя[5][9]

## Соревнования
В соревнованиях по трассовому моделизму главной сложностью является конфигурация трассы, на которой присутствуют численные повороты и прочие изменения поверхности в плоскостях. Тем самым создавая препятствие развитию максимальной скорости модели на трассе, позволяя выявить мастерство участников соревнований. Мастерство заключается в том, чтобы удержать модель на дорожке. Обычно в одной гонке спортсмен принимает участие в нескольких заездах (сколько дорожек на трассе, столько и заездов). Каждый заезд длится определенный период времени, потом небольшой перерыв, далее участник передвигает модель на соседнюю дорожку, и т. д. Каждый участник должен провести заезд на каждой дорожке. Соревнование, в свою очередь, состоит из определенного количества гонок.(зависит от количества участников). В итоге побеждает спортсмен, прошедший наибольшее расстояние.

## Спорт
В России проводятся ежегодные Чемпионат и Первенство России по автомодельному спорту (трассовые модели) во время школьных весенних каникул, так же Кубок и Первенство России во время осенних школьных каникул. Большая часть участников соревнований - учащиеся государственных учреждений дополнительного образования в возрасте от 12 до 18 лет. Классы моделей, участвующих во всероссийских соревнованиях: F1-32, ES-32, ES-24, Pr-24 и Pr-32. Ведется рейтинг пилотов России.

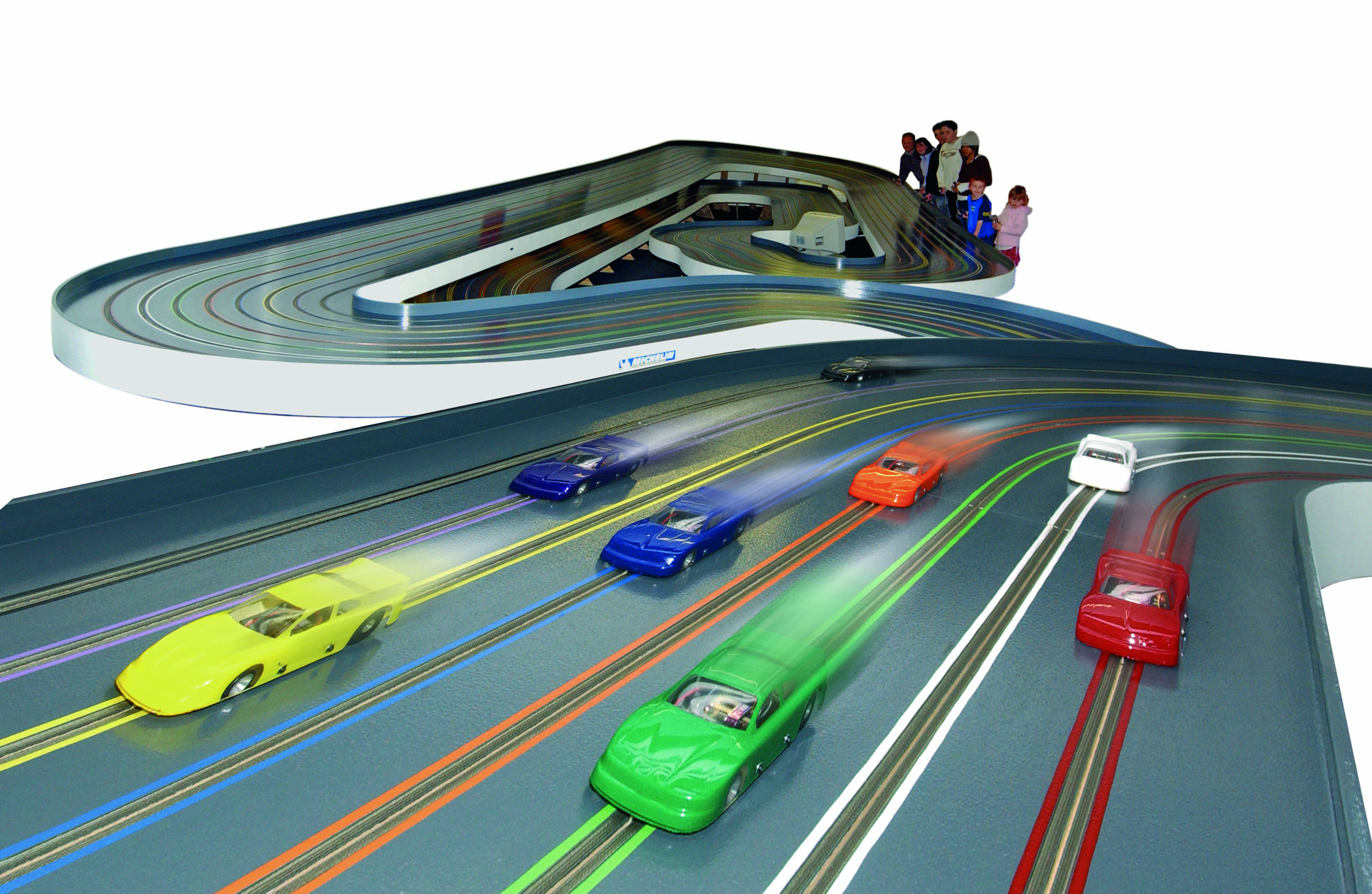
Гонка, скорость моделей близка к максимальной

## Регламентирующие органы
- Главным международным регламентирующим органом является Международная ассоциация трассового моделизма (ISRA — англ. International Slot Racing Association)[11]
- Главным регламентирующим органом России является Федерация автомодельного спорта России (ФАМС)[12].
- Главным регламентирующим органом Украины является Федерация автомодельного спорта Украины (ФАМСУ)[13]
- Главным регламентирующим органом Белоруссии является Белорусская федерация автомодельного спорта (БелФАМС)